# Русс, Курт
Курт Русс (нем. Kurt Russ; род. 23 ноября 1964, Лангенванг, Штирия) — австрийский футболист и тренер. В составе сборной Австрии участник чемпионата мира 1990 года. Главный тренер женской футбольной команды «Турбине».

## Карьера

### Клубная карьера
Свою карьеру Русс начинал в клубе из родного для себя Лангенванга. В 1986 году перешёл в «Капфенберг», игравший в третьем по силе австрийском дивизионе. В 1987 году перешёл в «Капфенберг», а спустя год — в венский «Фёрст». В 1990 году пополнил ряды клуба «Сваровски-Тироль», с которым стал победителем осеннего сезона чемпионата Австрии 1990/1991.

### Карьера в сборной
Дебют Русса за сборную Австрии состоялся 27 апреля 1988 года в товарищеской игре против Дании.
В 1990 году принял участие в двух матчах чемпионата мира в Италии против хозяев поля и команды Чехословакии. В обеих встречах австрийцы уступили со счётом 0:1.
Последним матчем Русса в майке национальной команды стала игра в рамках отбора на Евро-1992 против датчан в июне 1991 года. Всего же за сборную своей страны он сыграл 28 матчей.

### Карьера тренера
В качестве тренера Русс наиболее известен по работе в структуре «Капфенберга».